# Sécologanine
La sécologanine est un séco-iridoïde, de formule C17H24O10. C'est un métabolite végétal notamment présent chez Lonicera japonica et Symphoricarpos orbiculatus.

## Biochimie
Comme tous les terpénoïdes chez les plantes,  la sécologanine est dérivée du composé IPP (isopentényl diphosphate) formé dans la voie du mévalonate. Elle est synthétisée par l'enzyme sécologanine synthase (en) à partir de la loganine. Elle forme de l'ipécoside en combinaison avec la dopamine. Plus important, elle sert de substrat, elle et la tryptamine, à l'enzyme strictosidine synthase (en) pour former par la réaction de condensation de Pictet-Spengler la strictosidine. Ce dernier est un intermédiaire clé dans la biosynthèse des alcaloïdes indole-terpéniques.